# Alfredo d'Andrade
Alfredo César Reis Freire de Andrade (Lisboa, 26 de Agosto de 1839 — Génova, 30 de Novembro de 1915), conhecido internacionalmente por Alfredo d'Andrade, foi um pintor, arquiteto e arqueólogo português, naturalizado italiano. É reconhecido por ser um dos principais mentores da reconstrução dos monumentos italianos, tendo restaurado e reconstruído um grande número deles, devolvendo-os à sua traça original, recriando-os ou até criando-os de raiz.

## Biografia
Nascido em Lisboa, a 26 de Agosto de 1839, Alfredo César Reis Freire de Andrade era filho de António José Freire de Andrade e de Emília Gomes de Silva Reis, ambos oriundos de famílias burguesas portuguesas, tendo iniciado os seus estudos de pintura e de talha em 1845, quando se tornou discípulo do pintor espanhol Trifón de Avillez.
Com 15 anos de idade partiu para Génova, Itália, a pedido do seu pai, que pretendia que este seguisse uma carreira comercial junto dos irmãos Barata, seus sócios e parceiros de negócios, tal como o seu irmão mais velho Júlio havia feito anos antes. Contudo, um ano depois, impressionado pela visita que fez à Exposição Universal de Paris, preferiu dedicar-se às artes decorativas, à pintura paisagística e ao estudo da arquitetura do passado, tornando-se discípulo do pintor paisagista suíço Alexandre Calame, cujas obras haviam estado expostas no Palais des Beaux-Arts.
Em 1856, juntamente com o seu irmão, viajou por toda Itália, onde realizou vários estudos de obras de arte e arquitetura em diversas regiões, como em Civitavecchia, Roma, Nápoles e Florença, regressando no final desse ano a Portugal, por motivos de saúde. De volta a Génova apenas um ano depois, começou a frequentar o atelier do pintor Tammar Luxoro e os cursos de arquitetura de Giovanni Battista Resasco, na Academia Linguística de Belas Artes.

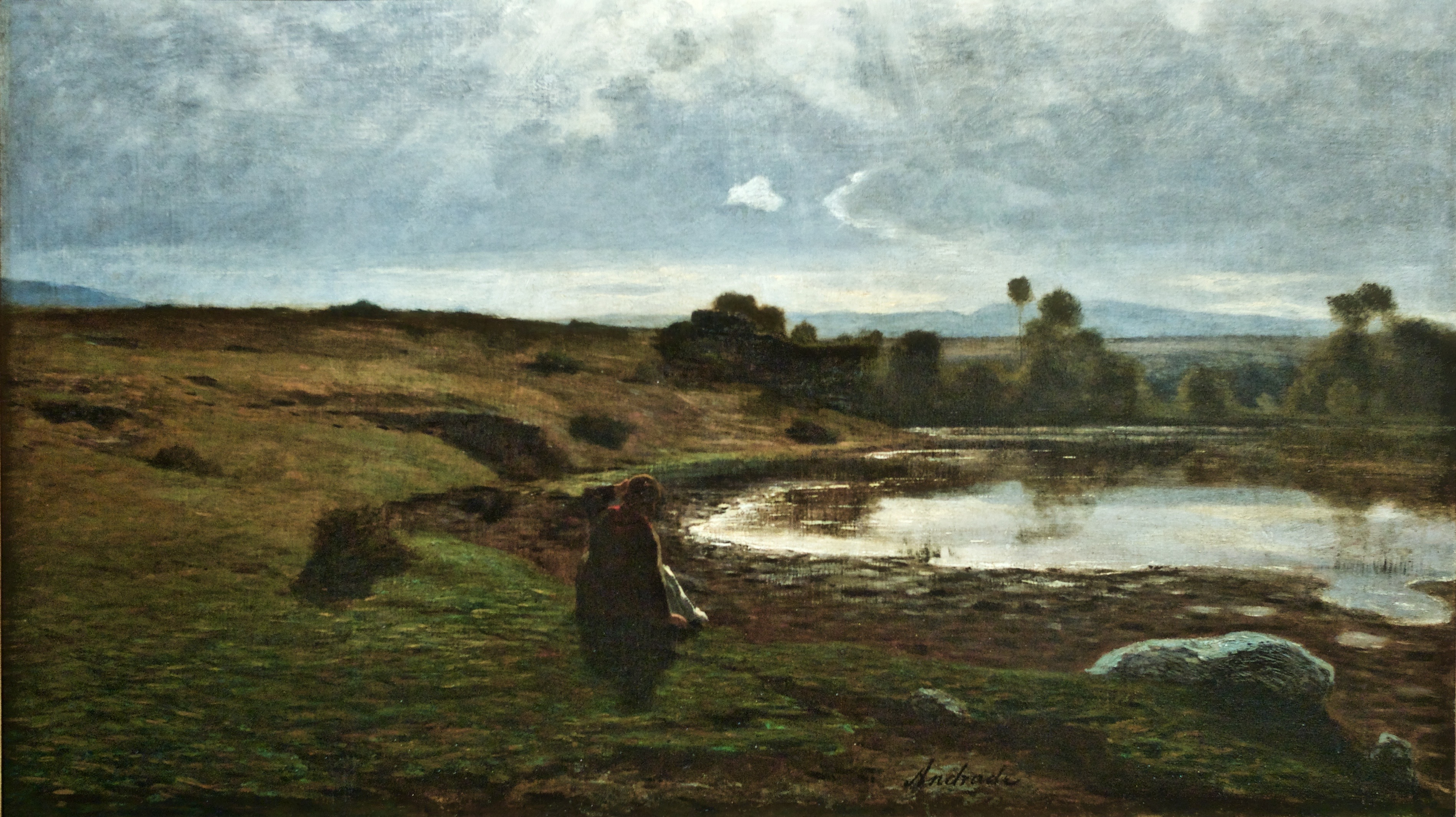
Lo Stagno di La Levat, Creys / Uma manhã em Creys (pintura a óleo, 1863)

Em 1858, regressou novamente a Lisboa, a pedido de António José Freire de Andrade, seu pai, onde trabalhou no Consulado da Toscana até 1860, quando viajou novamente para Itália a fim de visitar a exposição de pintura de Turim. Fixando-se pouco depois em Genebra, na Suíça, durante esse período retomou os seus estudos artísticos com o seu antigo mestre Alexandre Calame e conheceu vários artistas que frequentavam o Café du Bourg, tais como Ernesto Bertea, Vittorio Avondo e Antonio Fontanesi, que teria sobre ele uma influência ainda maior do que Calame.

Castello do Visconde d'Aosta, conhecido como Torre de Bramafam (esquisso de Alfredo d'Andrade)

Em 1861, mudou-se uma vez mais para Génova, onde frequentou cursos de perspectiva e arquitetura na Accademia Ligustica di Belle Arti e conheceu o artista Carlo Pittara, que o apresentou ao grupo de pintores conhecidos como "i Grigi" (Os Cinzentos), da "Scuola Grigia", em Ligúria, que pintavam paisagens naturais, seguindo a estética do realismo francês e o exemplo do grupo artístico de Fontainebleau. Inspirado pelo movimento artístico, começou a retratar nos seus quadros as paisagens de Albano, Fiumicino e Ariccia, expondo com sucesso algumas pinturas em Gênova.

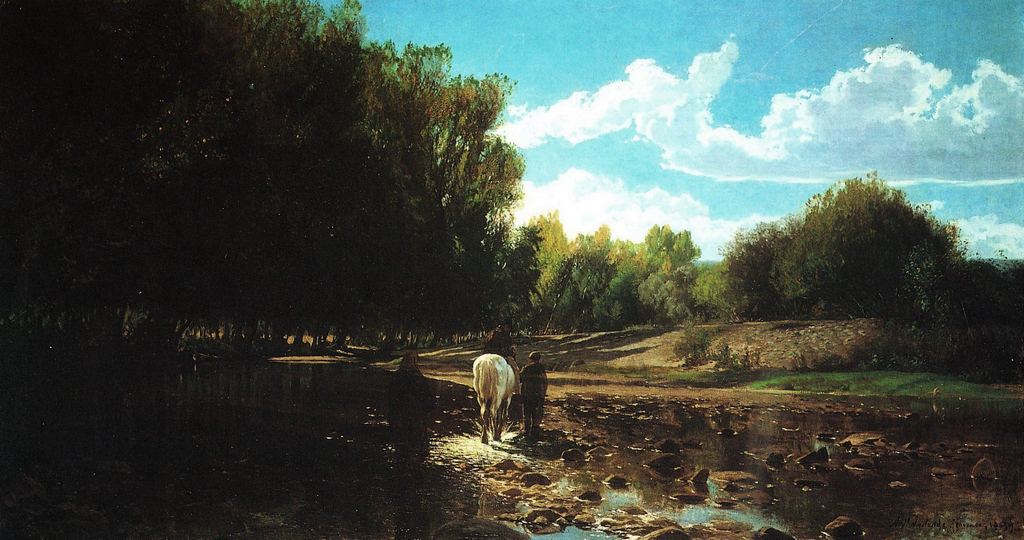
Motivo sulla Bormida (pintura a óleo, 1865)

Em 1863, por ordem do seu pai, regressou a Lisboa, onde acabou por recusar o cargo de professor de paisagem na Academia de Belas Artes, preferindo partir novamente para Génova e ingressar, em 1864, no curso de anatomia da Accademia Ligustica. Durante esse ano, conheceu Federico Pastoris, juntou-se a Carlo Pittara em Rivara, ponto de encontro do grupo de pintores paisagistas conhecido como "Scuola Rivara" e apresentou uma das suas aguarelas, Loggia del Palazzo Cambiaso, que foi premiada com a medalha de prata da Accademia de Génova. Nesse mesmo ano, António José Freire de Andrade concede-lhe acesso ao legado do seu avô Bento de Andrade e permissão para se mudar definitivamente para Itália.

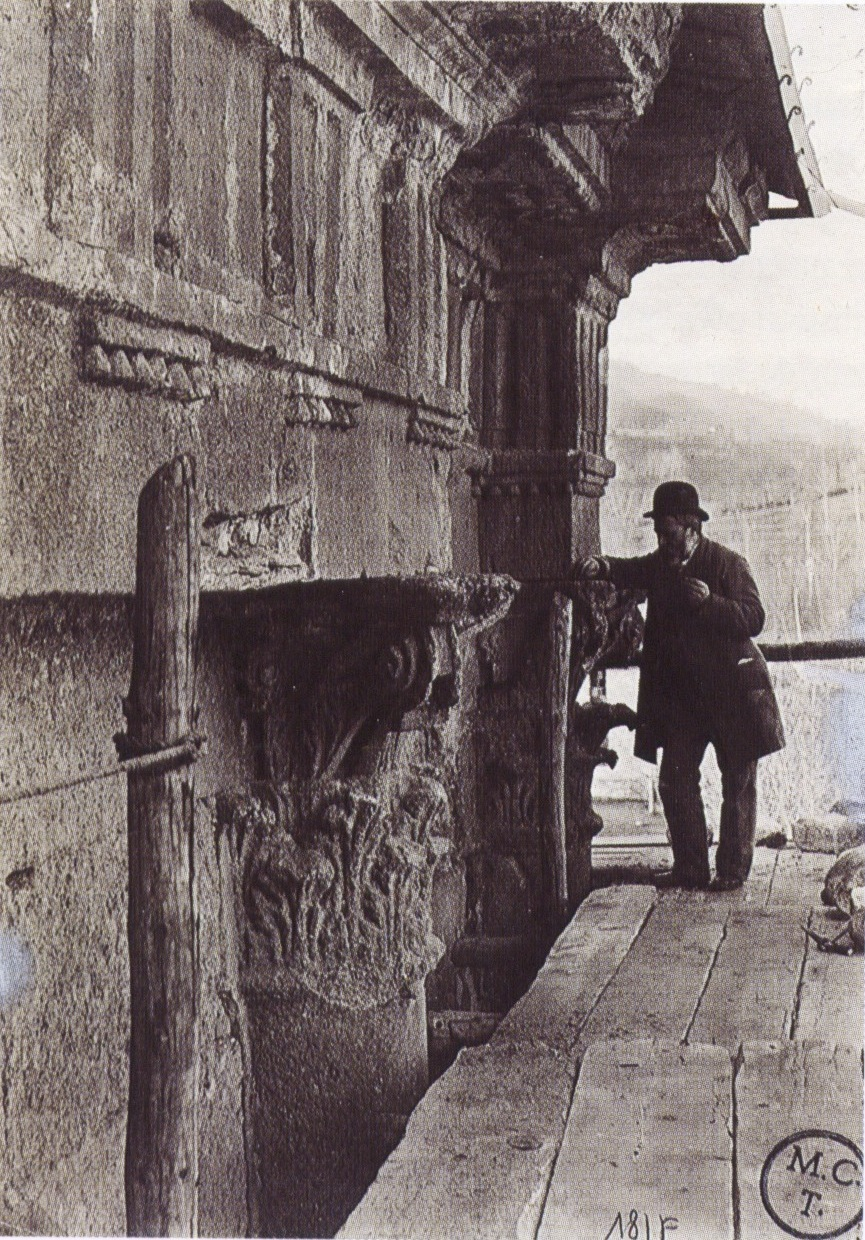
Alfredo d' Andrade durante o restauro do Arco de Augusto em Rimini (1912)

Em 1865, foi agraciado com o título honorífico de professor de Ornato, Perspectiva e Arquitetura, dedicando-se ao levantamento de edifícios históricos. Graças a estas atividades, desenvolveu um conhecimento profundo dos edifícios do Piemonte, da Ligúria e do Vale de Aosta, demonstrando particular interesse pelos da época medieval.
Como arquiteto, arqueólogo e historiador de arquitetura, nas décadas que se seguiram, Alfredo d' Andrade contribuiu largamente para o restauro dos castelos de Turim, Pavone Canavese, Montalto Dora e Fénis, da Torre de Pailleron, do palácio de S. Jorge, da Sacra de S. Miguel, da Porta Soprana e Porta Palatina, para além de ter feito parte dos grupos de avaliação artística do monumento erigido em homenagem a Vítor Emanuel II, à edificação do sepulcro do rei Humberto e da reconstrução da basílica de São Marcos, em Veneza. Foi também o autor da Vila Medieval de Turim, no Parque Valentino, criada no âmbito da Exposição Geral Italiana de 1884. 
Em Portugal, a sua obra mais reconhecida é o Chalet de Font'alva, em Barbacena, concelho de Elvas, tendo também sido responsável pelo projecto de alargamento do Terreiro do Paço, em 1857.
Faleceu em 30 de novembro de 1915, em Génova, tendo obtido a nacionalidade italiana apenas três anos antes. Os restos mortais do artista encontram-se sepultados na Igreja de San Pietro, dentro das muralhas do Castelo de Pavone Canavese, em Itália, ao lado de sua esposa. Devido ao seu profícuo trabalho, deixou-nos cerca de 50 quadros, 1 500 desenhos e 10 000 desenhos de arquitetura.

## Casamento e Descendência
Em 1875, casou com a italiana Costanza Brocchi (1853-1913), com quem teve um filho, Ruy d'Andrade (1880-1967), zoólogo, anatomista, criador de cavalos e paleontologista português, reconhecido pelo seu trabalho na criação e seleção de cavalos lusitanos, andaluzes e sorraias. Fernando Sommer d’Andrade (1920-1991), engenheiro e famoso mestre de equitação, era seu neto, e José Luís d'Andrade (1945-2020), cavaleiro e ganadeiro, seu bisneto.

## Obras

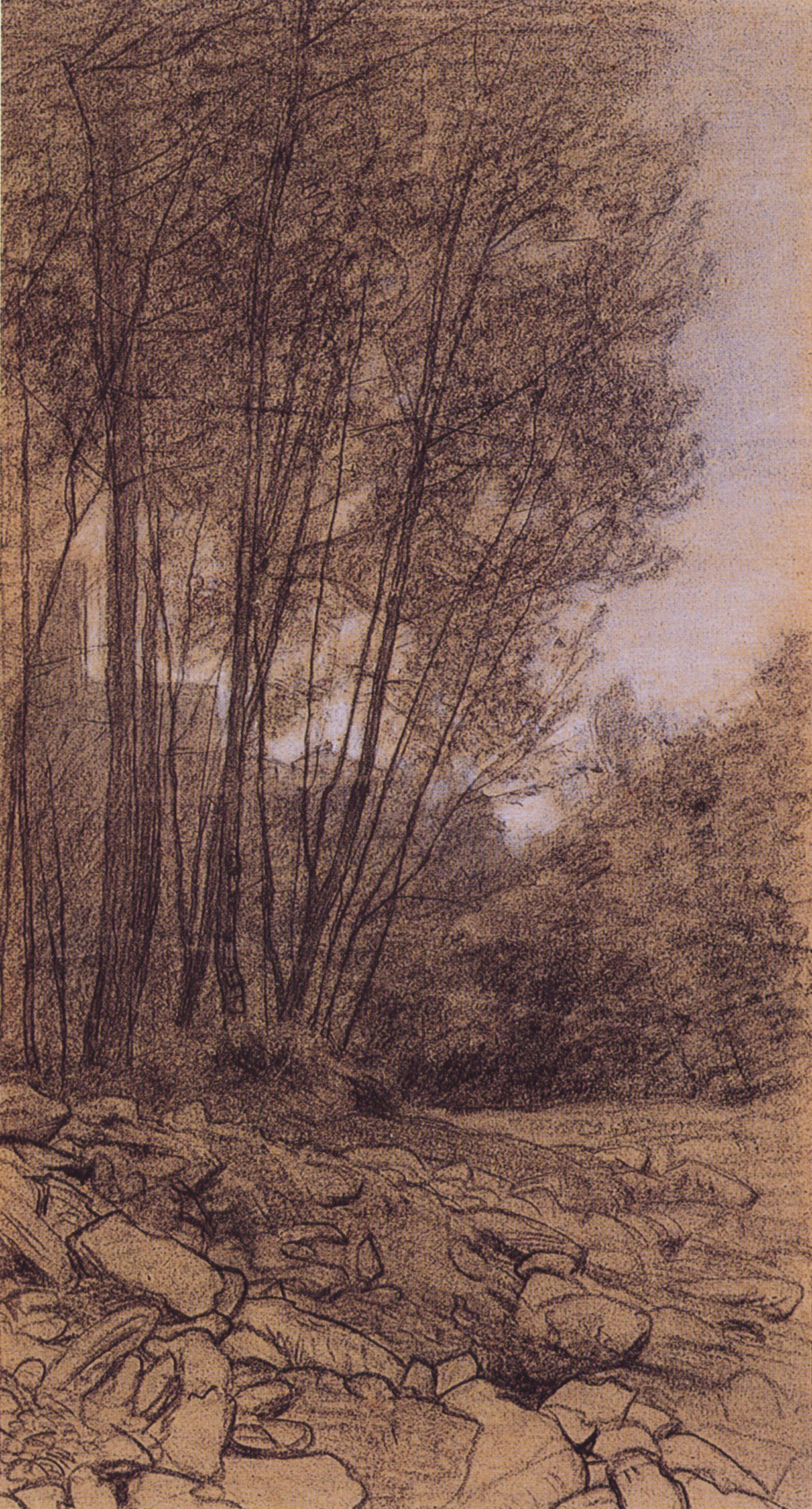
Rivara, desenho a carvão de Alfredo d'Andrade (1869)

### Pintura
- Lo Stagno di La Levat, Creys / Uma manhã em Creys (1863, pintura a óleo, Museu Nacional de Arte Contemporânea do Chiado)
- Carcare (1863, pintura a óleo), Galleria Civica d'Arte Moderna e Contemporanea, Turim)
- Motivo sulla Bormida (1865, pintura a óleo, Galleria d'Arte Moderna di Genova)
- Scorcio del Bormida (pintura a óleo)
- Rivara (1869, desenho a carvão, Galleria Civica d'Arte Moderna e Contemporanea, Turim)
- Paul de Castelfusano / Pântano de Castelfusano (1869, pintura a óleo, Museu do Prado)
- On the beach (pintura a óleo)
- Lungo il torrente (1855, pintura a óleo)
- Giorno di comunione (pintura a óleo)
- Il ponte romano (pintura a óleo)
- Paesaggio con figura (1863)
- Autorretrato (1866, desenho a carvão)
- Paesaggio costiero
- Lago di Viverone (1872)
- Cativo tempo

### Arquitetura

#### Restauros na província de Génova
- Porta Soprana no círculo das Muralhas Barbarossa (românico, século XII)
- Palácio San Giorgio (século XIII)
- Igreja de San Donato (românico, século XII)
- Igreja de Santo Stefano (românico, século XI e posteriores acréscimos góticos); restauração concluída por Carlo Ceschi
- Igreja de San Bartolomeo di Promontorio em Sampierdarena (românico, século XII)
- Ruínas do Mosteiro de Valle Christi Rapallo (gótico, século XIII)

#### Restauros na província de Savona
- Igreja de San Pietro em Albisola Superiore (românico, século XII)
- Batistério paleocristiano de Albenga (renovação da cobertura de madeira da cúpula)[16]

Pilar funerário em Albenga (século II)
- Igreja de San Paragorio em Noli (românico lombardo, século XI)

#### Restauros em Piemonte
- Sacra di San Michele em Val di Susa (românico, séculos XI-XII)
- Castelo de Malgrà (1333 - 1336)
- Castelo Gaioli Boidi de Molare (século XIII e posteriores)
- Castelo de Montalto Dora (meados do século XII)
- Castelo de Pavone Canavese (séculos IX-XI)
- Igreja de San Domenico em Torino (1257 - 1280), juntamente com Riccardo Brayda.

#### Restauros em Valle d'Aosta
- Castelo de Fénis (século XIV)
- Castelo de Verrès (século XIV)
- Torre del Pailleron em Aosta
- Priorato di Sant'Orso

#### Restauros na província de Siena
- Forte de San Giorgio em Capraia[17]

#### Restauros na província de Rimini
- Arco de Augusto

#### Projetos em Portugal
- Alargamento do Terreiro do Paço (1857)[18]
- Chalet de Font'alva em Barbacena, Elvas

## Prêmios
- Comenda de Isabel a Católica (Exposição de Madrid de 1871)
- Cidadão honorário de Turim

## Legado e Homenagens
Postumamente, o seu nome foi atríbuido à toponímia de Rivarolo Canavese, Turim e Génova.